# 新營交流道
新營交流道為臺灣國道一號的交流道，位於臺灣臺南市新營區，指標為288k，是北臺南地區的兩大交流道之一，聯絡大新營地區。
|                       | 288 新營 |  | 新營 鹽水 |
| 尖山埤渡假村 頑皮世界 | 288 新營 |  |           |

## 鄰近公路
- 市道172號

## 外部連結
- 國道一號新營交流道示意圖 （页面存档备份，存于）（交通部高速公路局）